# RAI-Klasse 52.1
Die Iranische Staatsbahn (RAI) bestellte 1951 bei Vulcan Foundry in Newton-le-Willows bei Warrington in North West England eine Serie Schlepptenderlokomotiven mit der Achsfolge 1’E1’ (Santa Fe) zum Einsatz auf der Transiranischen Eisenbahn vor schweren Güterzügen.
Insgesamt wurden 64 Exemplare der Klasse 52.1 zwischen 1952 und 1954 geliefert. Es waren die leistungsstärksten Dampflokomotiven der RAI.
Wegen der Einführung der Diesellokomotiven waren die Maschinen nur relativ kurze Zeit im Einsatz. Im März 1961 waren nur noch drei Exemplare betriebsbereit.
Nr. 52.11 ist erhalten und steht im Mashhad Railway Museum.

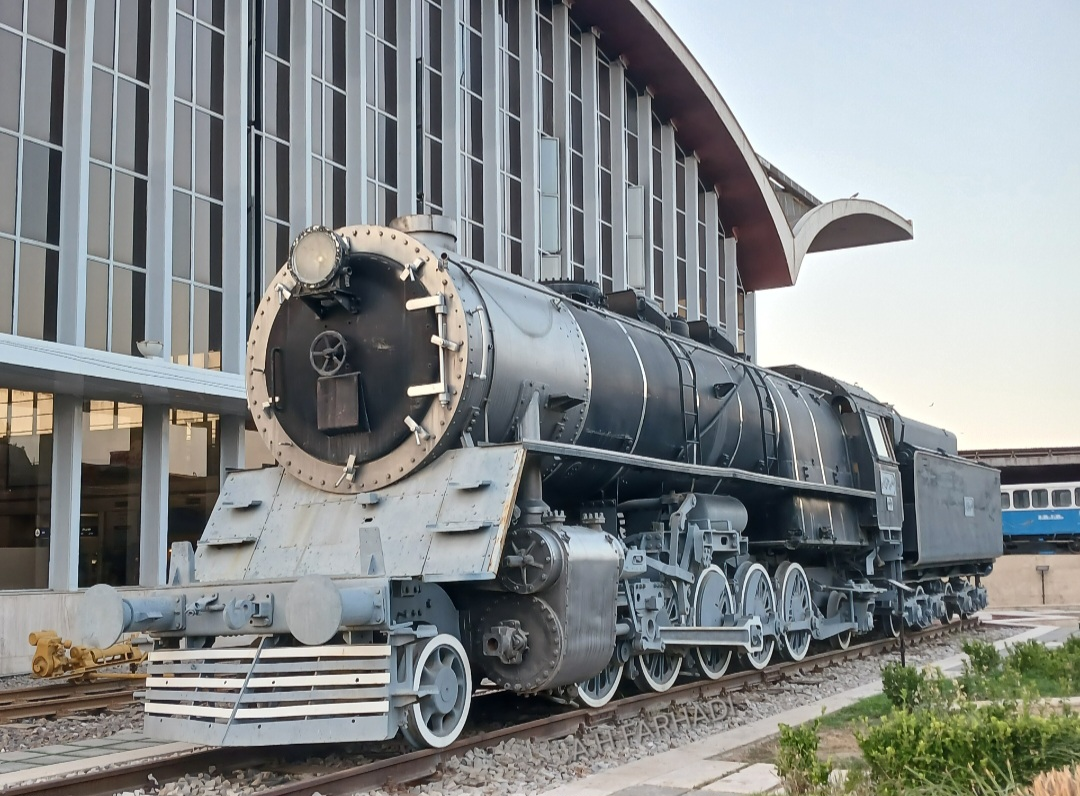
Dampflokomotive der Klasse 52.11 der Vulcan Foundry im Garten des Khorasan-Eisenbahnmuseums